# Кротов, Борис Петрович
Бори́с Петро́вич Кро́тов (9 [21] июня 1882, Казань — 21 сентября 1974) — советский учёный-геолог и минералог, лауреат Сталинской премии (1946), заслуженный деятель науки и техники РСФСР (1958).

## Биография
Родился 9 (21) июня 1882 года в Казани, в семье геолога Петра Ивановича Кротова.
В 1904 году окончил Казанский университет, работал в нём хранителем минералогического музея.
В 1908—1910 стажировался в Германии, в Мюнхене у профессоров Пауля Грота и Эрнста Вейншенка.
С 1911 — доцент, с 1920 — профессор Казанского университета.
В 1920-е годы работал ассистентом у профессора П. Л. Драверта на кафедре Геологии, минерологии и кристаллографии в Сибаке, Омск.
С 1930 года — старший геолог ГГРУ, одновременно профессор кафедры полезных ископаемых Ленинградского горного института.
С 1933 года работал в Институте геохимии, минералогии и кристаллографии имени М. В. Ломоносова (ЛИГЕМ АН СССР), где руководил железорудной группой.
Во время войны работал в Комиссии по мобилизации природных ресурсов Урала на нужды обороны. Затем в ИГН АН СССР.
Скончался 21 сентября 1974 года[где?]

## Награды и премии
- 1945 — орден Трудового Красного Знамени (10.6.1945)
- 1946 — Сталинская премия II степени, за геологические исследования месторождений хромо-никелевых железных руд на Южном Урале, обобщённые в научном труде «Халиловские месторождения комплексных железных руд» (1942)[3]
- 1958 — заслуженный деятель науки и техники РСФСР.